# Kolecistektomija
Kolecistektomija je kirurška metoda kojom se odstranjuje žučnjak. Postoje dvije metode; otvorena ili klasična kolecistektomija i laparoskopska kolecistektomija. To je najčešća metoda za tretman simptomatskih bilijarnih kamenaca.

## Indikacije
Najčešća indikacija za kolecistektomiju je kolecistitis (lat. cholecystitis) koji može biti kronični ili akutni. Rjeđe se kolecistektomije koje se izvode zbog tumora žučnog mjehura.

## Priprema za kolecistektomiju
Prilikom prijeoperativne pripreme obavljaju se laboratorijski testovi, snimanje pluća i testovi za ispitivanje srčane funkcije uz konzultaciju internista i anesteziologa. Uklanjanje se dlaka vrši posebnim uređajima za skidanje dlaka neposredno prije operacije jer je brijanje povezano s većom incidencijom infekcija zbog oštećenja kože. Koža se opere dezinfekcijskim sredstvima od bradavica do pubične regije. Šest sati prije operacije ne uzima se hrana i tekućina.

## Poslijeoperativno praćenje pacijenata
Nakon operacije medicinske sestre provjeravaju sadržaje drenova, diše li pacijent zadovoljavajuće i bilježi se unos tekućine, količinu izlučene mokraće i drugih tekućina. Pacijentu se savjetuje da udahne duboko svaki sat, provjerava se prohodnost dišnih puteva, krvarenja rana i slično. Prate se vitalni parametri pacijenta. Pacijenti ovisno o operativnom zahvatu ne uzimaju hranu na usta u periodu od nekoliko sati do nekoliko dana i u tom razdoblju primaju infuzijske otopine. Pažnja se obraća na prisustvo žuči ili krvi na sadržaj drenova ako postoje.   

## Klasična kolecistektomija
Za klasičnu kolecistektomiju koristi se standardni laparotomijski set bez potrebe za drugim dodatnim instrumentarijem. Operacija kojom se otvara abdomen naziva se laparotomija. Dužina reza je od 10 do 15 cm. Pristup je ili subkostalnim rezom (ispod rebara) ili medijalnim supraumbilikalnim rezom s kolecistektomijom napravljenom standardnim kirurškim instrumentima. Trbuh se drenira u većini slučajeva a operativna se rana zatvara po uzusima klasične abdominalne kirurgije.

## Laparoskopska kolecistektomija
Laparoskopska kolecistektomija radi se sa standardnim laparoskopskim stupom. Operativni tim sačinjavaju tri kirurga od kojih dva stoje na lijevoj strani pacijenta i jedan na desnoj strani. Pacijent je u položaju anti-Trendelenburga 20 stupnjeva nagiba te blago nagnut na lijevu stranu. Operativni zahvat je izvođen koristeći četiri troakara, dva od 10 mm i dva od 5 mm, s intraabdominalnim pritiskom od 14 mmHg. Položaj troakara se ne razlikuje od standardnog te se jedan 10 mm postavlja umbilikalno, jedan od 10 mm epigastrično te dva od 5 mm desno subkostalno. Koristi se obično tehnika otvorene laparoskopije s Hassonovim troakarom ili tehnika s Verres iglom. Kolecistektomija se radi sa standardnim laparoskopskim setom uz klipanje arterije cistike i duktus cistikusa s po tri klipa. Žučnjak se vadi kroz umbilikalnu portu, a po potrebi se otvor proširi da bi se lakše izvadio žučni mjehur. Pri zatvaranju otvora troakara ušiva se fascija na 10 mm otvorima te kod većine pacijenata plasira intradermalni šav.

## Razlika između otvorene i laparoskopske operacije
Otvorena se operacija može napraviti odmah ili nakon što se utvrdi da se operacija ne može izvesti laparoskopski. Cilj je operacije isti samo se pristupa kroz rez na koži u medijalnoj liniji iznad pupka (laparatomia mediana) ili poprečnim rezom ispod desnog rebarnog luka (laparatomia subcostalis). Instrumenti su jači i robusniji tako da je moguće operirati i kada se radi o jačim upalama i kada kamenci onemogućavaju da se žučnjak adekvatno uhvati hvatalicom. Dalji postupak je sličan onome kod laparaskopske samo što se elementi podvezuju kirurškim koncima (iako se mogu klipati kao i kod laparoskopije)

## Nakon kolecistektomije
Pacijent se najprije prebaci u sobu za buđenje dok ne prestane djelovanje anestetika. Nakon toga se pacijent prebaci u bolesničku sobu. Poslijeoperativni oporavak zavisi od operativne metode.
- Laparoskopska kolecistektomija. Pacijenti nekada idu kući isti dan nakon operacije a obično ostaju u bolnici jedan ili dva dana. Potrebno je oko sedam dana da se pacijent potpuno oporavi.
- Otvorena kolecistektomija. Potrebno je provesti dva do tri dana u bolnici. Nakon toga treba 4 do 6 tjedana za puni oporavak.

## Komplikacije kolecistektomije
Povrjeda Luschkinog voda (lat. ductus Luschka) koji se nalazi u 33% populacije jedna je od češćih komplikacija. Ova ozljeda često prođe neprimjećena na operaciji a poslijeoperativno se razvije bilijarni peritonitis koji može zahtijevati postavljanje privremenog stenta u glavni žučni vod. Antibiotici i analgetici se daju ako se posumnja na postojanje bilijarnog peritonitisa. Peritonitis se obično javi 5 do 7 dana nakon operacije.
Rijetke ali potencijalno opasne komplikacije su povrede zajedničkog žučnog voda (lat. ductus hepaticus communis) koji povezuje žučnjak i jetru. Iz povrjeđenog voda može curiti žuč i izazvati bol i infekciju. Mnogi se slučajevi mogu riješiti bez kirurške intervencije ako su ozljede male. Veće se povrjede tretiraju kirurški, obično od strane iskusnijeg kirurga. Pokušava se napraviti rekonstrukcija žučnog voda s drenažom žuči preko T drena ili stenta koji ide kroz dvanaesnik. Nekada je potrebno napraviti anastomozu žučnog voda i tankog crijeva (dvanaesnika ili dio crijeva koji se zove jejunum).